# Historische Kampfkünste Europas

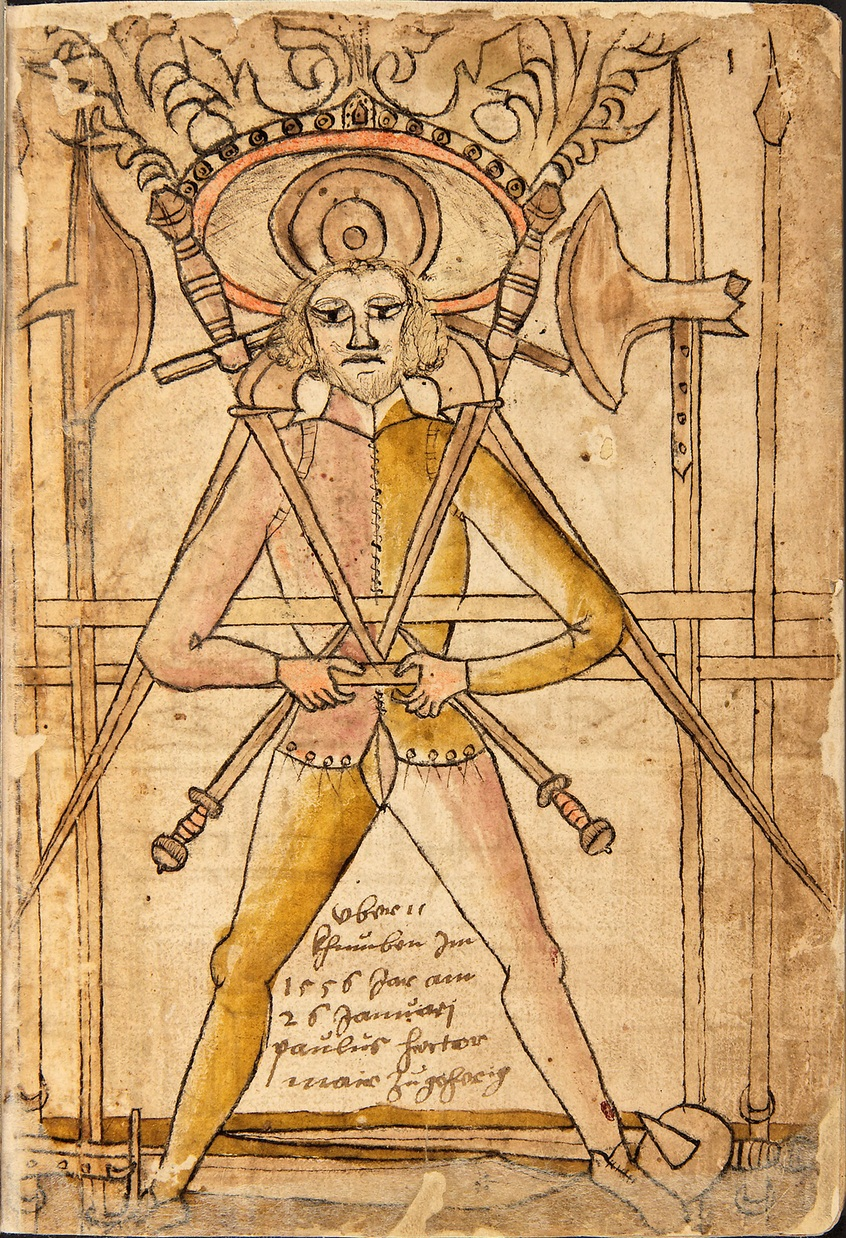
Bild aus dem Codex Wallerstein: Fechter mit diversen Waffen.

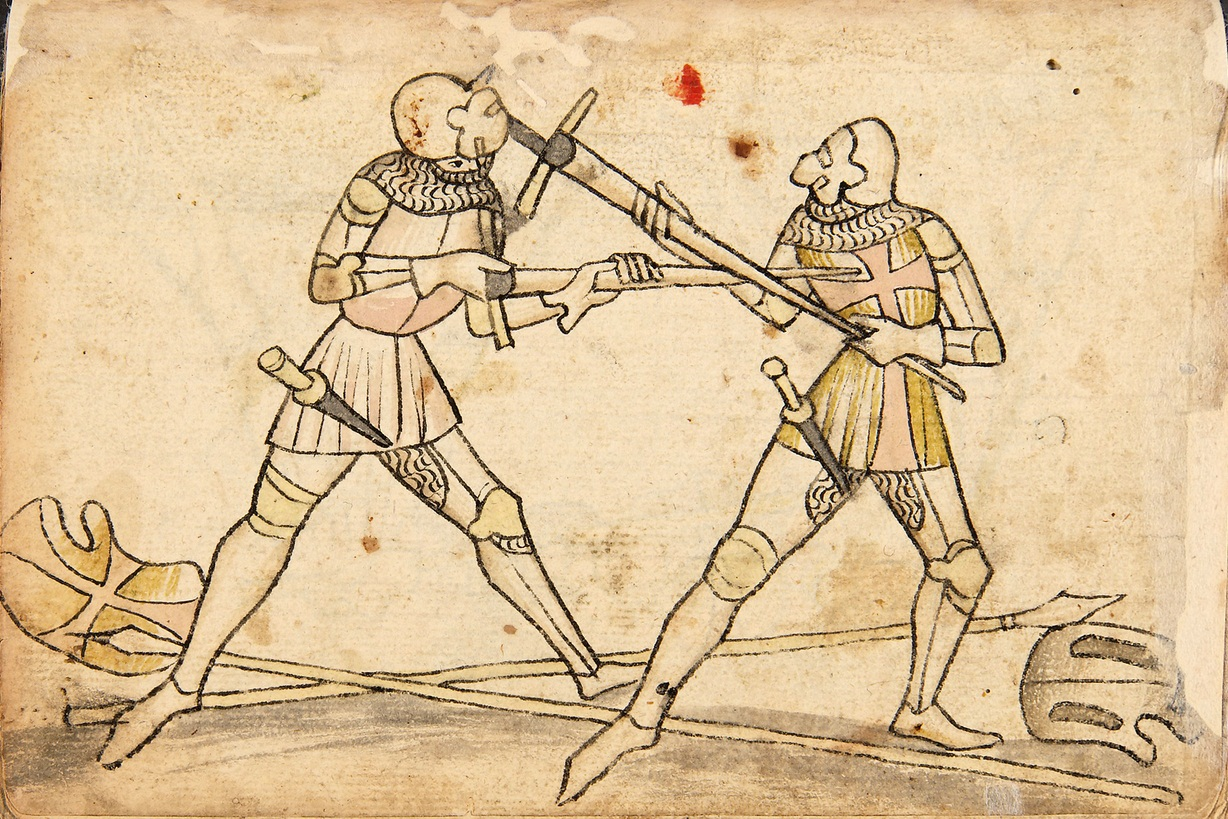
Illustration eines Stichs mit dem „Halben Schwert“ gegen einen „Mordschlag“ in Plattenrüstung (Bild 214 des Codex Wallerstein)

Als Historische Kampfkünste (auch HEMA genannt, von englisch Historical European Martial Arts) bezeichnen sich Kampftechniken, die in Europa vom 13. bis zum 17. Jahrhundert verbreitet waren.

## Geschichte
Im Gegensatz zum asiatischen Raum haben die historischen Kampfkünste Europas teilweise seit dem 17. Jahrhundert keine lebende Tradition mehr und sind nur noch in Form von Fechtbüchern erhalten. Die historischen Kampfkünste befassen sich hauptsächlich mit Kampftechniken mit Blankwaffen, jedoch auch mit waffenlosem Kampf sowie Kriegs- und Belagerungsgerät aus der damaligen Zeit.
Es existierten im Europa des Hochmittelalters und der Renaissance verschiedene Fechtstile, auch „Schulen“ genannt. Diese unterschieden sich in ihrer Herkunft, jedoch vor allem in den verwendeten Waffen und in dem Zeitalter, in dem sie populär waren. Es wird unterschieden zwischen der deutschen Schule, der italienischen Schule, der spanischen Schule, der englischen Schule und der französischen Schule. Während die früheren Fechtbücher hauptsächlich im deutschen Sprachraum erschienen, verschob sich diese Entwicklung im Laufe des 16. bis 17. Jahrhunderts nach Italien. Aus der italienischen und der französischen Schule entwickelte sich das heutige Sportfechten.
Ebenfalls ist der Kontext zu betrachten, in dem die jeweilige Kampfkunst praktiziert wurde. So übten Ritter und andere Kriegsleute Kampftechniken für den militärischen Einsatz auf dem Schlachtfeld.
Das Fechten war ebenfalls bürgerliche Kunst zur Selbstverteidigung. Im 15. Jahrhundert war die Blütezeit, es bildeten sich zunftähnlich organisierte „Fechtbruderschaften“. Im deutschen Sprachraum sind vor allem zu nennen die „Marx-Brüder“ und die „Federfechter“, in Frankreich die in Burgund ansässigen „Le jeu de la hache“ („Das Spiel der Axt“).
Das Fechten diente auch zur Belustigung; fahrende Schaufechter führten auf Jahrmärkten spektakuläre Schaukämpfe vor. Diese wurden von den seriösen Fechtmeistern abfällig „Klopffechter“ genannt.
Aus den historischen Kampfkünsten sind einige europäische Kampfsportarten hervorgegangen, so zum einen das Ringen, welches in einigen Fechtbüchern den waffenlosen Kampf beschreibt, und zum anderen das heutige Sportfechten mit Florett, Degen oder Säbel. Der historische Begriff „Fechten“ bezeichnet jedoch den Kampf allgemein und ist nicht nur auf das Schwertfechten beschränkt.
Es gibt mittlerweile eine Vielzahl von Vereinen, die sich mit der Rekonstruktion der historischen Kampfkünste beschäftigen. Einige dieser Vereine haben auch Elemente aus den asiatischen Schwertkünsten übernommen. Im Juni 2014 wurde der Deutsche Dachverband Historischer Fechter e. V. (DDHF) gegründet. Er bündelt die Interessen der deutschen HEMA-Gruppen und vertritt sie im internationalen Dachverband IFHEMA (International Federation of Historical European Martial Arts). In Deutschland gibt es ungefähr 4900 historische Fechter an 169 verschiedenen Standorten (Stand Januar 2020).
Des Weiteren wird heute das mittelalterliche Tjosten als Sport ausgeübt. In der International Jousting League sind ca. 300 Mitglieder aus 21 Staaten organisiert. In Deutschland ist die International Jousting League mit der  Deutschen Tjostvereinigung vertreten.